# Stožer (planina u BiH)
Stožer je planina u Bosni i Hercegovini.
Nalazi se sjeverno od Kupreškog polja. Najviši vrh visok je 1758 m. Prostire se u općinama Kupresu i Bugojnu.
Danas je na padinama Stožera, iznad Begovog Sela, jedno od vrlo atraktivnih skijališta u ovom dijelu Europe. Stožer je planina s 1000 izvora visokokvalitetnih mineralnih voda. Obiluje planinskim šarolikim raslinjem, od kojih je i mnogo ljekovito. Idealno je mjesto za planinarenje, padobransko jedrenje, i ostale rekreacijske aktivnosti. Također je bogat divljači.